# Lehtisaaret (ö i Lappland, Norra Lappland, lat 69,18, long 28,39)
Lehtisaaret, nordsamiska: Lostâsuolluuh, skoltsamiska: Lõsttsuõllu, är en ö i Finland. Den ligger i sjön Enare träsk och i kommunen Enare i den ekonomiska regionen Norra Lappland och landskapet Lappland, i den norra delen av landet, 1 000 km norr om huvudstaden Helsingfors. Öns area är 22,5 hektar och dess största längd är 0,9 kilometer i öst-västlig riktning.  Notera att namnet antyder att det är fråga om flera öar.